# جمال الشطبي
جمال الشطبي (بالإيطالية: Jamel Chatbi)‏ (مواليد 30 أبريل 1984) عداء مغربي حامل للجنسية الإيطالية، متخصص في سباق 3000 متر موانع.

## مسيرته
شارك الشطبي في بطولة العالم للعدو الريفي 2008، وهو أول حدث كبير يُشارك فيه، وجاء في المركز 30. شارك في سباق Parelloop لعام 2008 في برونسوم بهولندا، وجاء في المركز الحادي عشر.
سنة 2009، فاز بأول ميدالية ذهبية له وذلك في سباق 3000 متر موانع في ألعاب البحر الأبيض المتوسط 2009. وفي بطولة العالم لألعاب القوى 2009، تأهل للنهائي بعد احتلاله للمركز الثاني وراء الكيني إزكيل كيمبوي. لكن تم استبعاده من المشاركة في النهائي بعد ثبوت تناوله مادة منشطة محظورة هي «كلينبوتيرول». تم إيقافه لمدة ثلاث سنوات من 18 أغسطس 2009 حتى 17 سبتمبر 2012. 

## روابط خارجية
- جمال الشطبي على موقع الاتحاد الدولي لألعاب القوى (الإنجليزية)
- جمال الشطبي على موقع الاتحاد الإيطالي لألعاب القوى (الإيطالية)
- جمال الشطبي على موقع الدوري الماسي (الإنجليزية)